# Valgioie
Valgioie (Valgiòje in piemontese, Voudjiň in francoprovenzale) è un comune italiano di 980 abitanti della città metropolitana di Torino in Piemonte.

## Geografia fisica
Valgioie si trova in Val Sangone; la quota massima si tocca nei pressi del colle del Termine (1300 m circa), sullo spartiacque Dora Riparia/Sangone; un'altra montagna abbastanza nota nel territorio comunale è il monte Ciabergia, che sovrasta da sud-est la Sacra di San Michele. Salendo verso la cima del Ciabergia si trova l'Aula Didattica Micologica, spazio realizzato per la diffusione delle conoscenze sul fungo e sull'habitat bosco.

## Storia
Valgioie era già stato un comune in precedenza, ma il 1º gennaio 1928 venne accorpato con il comune di Giaveno.

### Simboli
»
Il gonfalone è un drappo di rosso.
Quando il comune di Valgioie fu ricostituito,  il consiglio comunale, con delibera del 9 marzo 1958, ripristinò lo stemma già utilizzato in precedenza negli atti comunali dal 1912 e dall'archivio parrocchiale dal XIV secolo, e adottato fino alla fusione con Giaveno nel 1928.
L'emblema riporta l'effige dell'uccello denominato gioia che riprende l'ipotesi che il nome del paese derivi dalle gaie (gazze colorate, le cosiddette ghiandaie), uccelli tipici che vivevano in questa zona della vallata da cui Valle delle Gioie ed in seguito Valgioie.

## Monumenti e luoghi d'interesse
- Chiesa di San Giovanni Battista

## Amministrazione

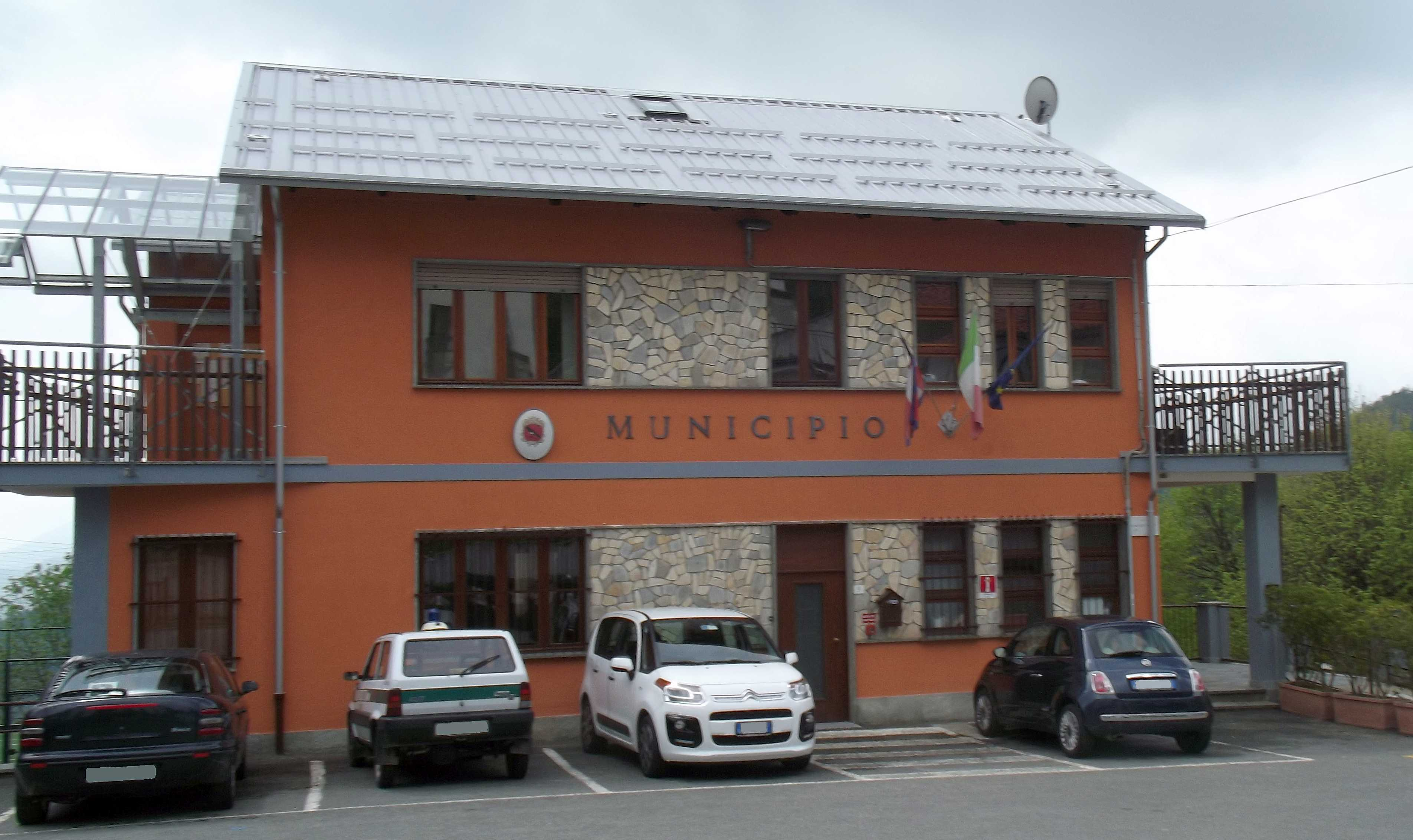
Il municipio

| Periodo        | Periodo        | Primo cittadino           | Partito                              | Carica                    | Note        |
| -------------- | -------------- | ------------------------- | ------------------------------------ | ------------------------- | ----------- |
| 24 aprile 1995 | 13 giugno 1999 | Letizia Morgando          | Lista civica                         | Sindaco                   |             |
| 13 giugno 1999 | 12 giugno 2004 | Giovanni Giuseppe Turello | Lista civica                         | Sindaco                   |             |
| 12 giugno 2004 | 5 giugno 2009  | Giovanni Giuseppe Turello | Lista Civica                         | Sindaco                   |             |
| 5 giugno 2009  | 25 maggio 2014 | Osvaldo Napoli            | Il Popolo della Libertà Forza Italia | Sindaco                   | II mandato  |
| 25 maggio 2014 | 21 giugno 2016 | Osvaldo Napoli            | Forza Italia                         | Sindaco                   | III mandato |
| 21 giugno 2016 | 11 giugno 2017 | Francesco Garsia          |                                      | Commissario straordinario |             |
| 11 giugno 2017 | in carica      | Claudio Grosso            | Lista civica                         | Sindaco                   |             |

### Altre informazioni amministrative
Valgioie faceva parte della Comunità Montana Valle Susa e Val Sangone.

## Società

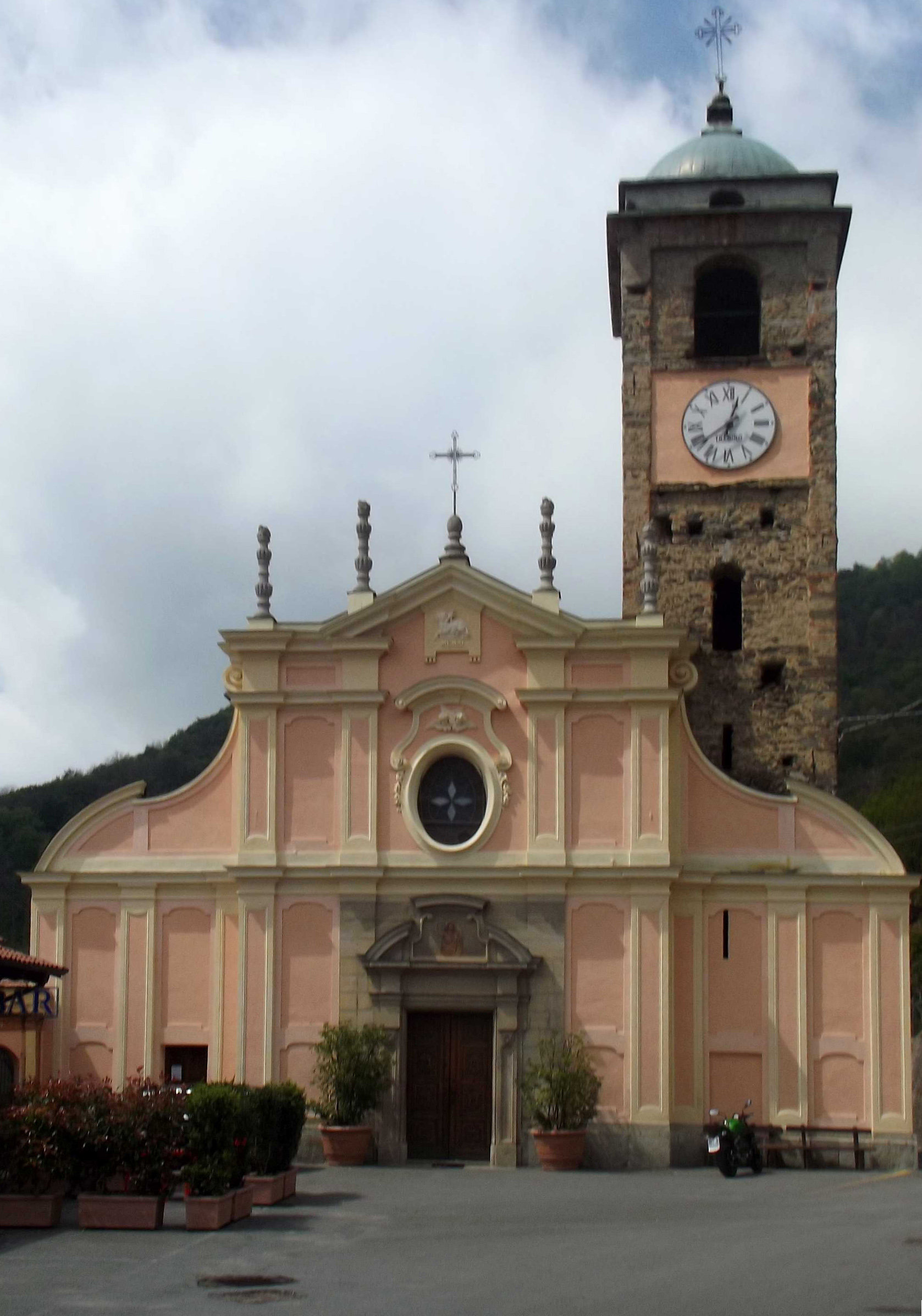
La chiesa parrocchiale

### Evoluzione demografica
Abitanti censiti